# Concepción de Ataco
Concepción de Ataco é um município do departamento de Ahuachapán, em El Salvador. Sua população estimada em 2013 era de 12 531 habitantes.[carece de fontes?]

## Cantões
O município está dividido em dez cantões:
El Arco, El Limo, El Naranjito, El Tronconal, La Ceiba, La Joya de los Apante, La Planxa, San Jose, Shucutitán e Texusín Chirizo.

## Transporte
O município de Concepción de Ataco é servido pela seguinte rodovia:
- CA-08, que liga o município de Ahuachapán(Departamento de Ahuachapán) (e a Fronteira El Salvador-Guatemala, na cidade de Conguaco - rodovia CA-08 Guatemalteca) à cidade de Colón (Departamento de San Salvador)
- RN-15, que liga o distrito à cidade de Acajutla (Departamento de Sonsonate)
- AHU-16  que liga a cidade de Apaneca ao município de San Pedro Puxtla
- AHU-13  que liga a cidade ao município de Tacuba
- AHU-17  que liga a cidade ao município de Jujutla
- AHU-20,AHU-23 que ligam vários cantões do município
- AHU-21  que liga a cidade ao município de San Francisco Menéndez
- AHU-02  que liga a cidade de Tacubaao município de Ahuachapán
- AHU-32  que liga a cidade ao município de Ahuachapán [1]